# Panna Cinková
Panna Cinková (1711 Gemer Uhersko – 5. února 1772) byla uherská lidová houslistka romského původu. Cinka Panna (v maďarském jazyce) je považována za legendární romskou primášku.
Narodila se v Gemeru (v současnosti slovenský okres Rimavská Sobota) ve slavné romské muzikantské rodině. Její otec byl hudebník, primáš, jednalo se také o dvorního muzikanta knížete Františka II. Rákocziho. Jejímu otci a bratru je připisováno autorství romských písní Rákocziho žalm, Rákocziho duma a jiné.

## Cinka Panna
Její umělecké jméno pochází z jména Anna (Annamária), které obdržela při evangelickém křtu. Jiné prameny uvádějí že toto jméno nosila proto, neboť do svatby byla panna, další zdroj uvádí, že ji nazývali Vászon Panna. Vászon v maďarštině znamená plátno, sukno. Pannus znamená purpur, červeň a radost. Někteří historici předpokládají, že třetí uvedený význam slova Pannus by mohl vystihovat to, že svoji přítomností a hudebním projevem rozdávala radostnou náladu a nebo že prostě “Vászon Panna” znamená Purpurové plátno.

## Dětství
Již od svých deseti let, zpočátku tajně, ve věku, kdy si jiná děvčata ještě hrála s panenkami, zkoušela hrát na otcovy housle. Její prvotní tvorba zachycuje motivy pocházející z přírody, imitovala například štěbetání zpěvných ptáků a šum větru a později se naučila tklivé melodie z oblasti Gemeru. Její talent obdivoval místní šlechtic a zeměpán Lányi, který v nepřítomnosti otce působil jako její mecenáš. Podporoval ji natolik, že jí zařídil studium v Rožňavě u kapelníka J. Nepomuka Palackého.

## Primáška
Ve čtrnácti letech (jiné zdroje uvádí, že v devatenácti) se provdala za místního romského kováře – romského hudebníka, violoncelistu Dányiho, který v roce 1725 spolu se svými bratry založil kapelu, která se proslavila po celém Uhersku, Polsku a Rumunsku. Novým primášem této kapely se stala jeho mladičká žena.
Některé historické zdroje ji popisují jako krásnou ženu, jiné prameny tvrdí opak. Poznatky týkající se jejího vzhledu se ale shodují v tvrzení, že se oblékala do mužských šatů a vystupovala s fajfkou v ústech. Pro vystoupení své kapely si navrhla kostým z kurucké uniformy a gemerského kroje.
Se svým mužem měli čtyři syny a jednu dceru. Některé zdroje uvádějí, že měla až deset dětí. Její synové později tvořili celou její kapelu. Hrála i na svatbě u Pálffyovců na zámečku v Kráľové pri Senci, ale taky v Balassovském paláci v Bratislavě. Spolu s kapelou rodu Bakošovců si konkurovali v hře u dvora císařovny Marie Terezie.

## Dílo
Ze začátku hrála dědečkovy písně jako například písně: Tři sta vdov, Tanec mrtvých, nebo Pieseň prastarých otcov. Podle Káldyho její nejúspěšnější skladby vznikly kolem roku 1735. Tyto skladby vyšly ve sbírce Kuruc Dalok. Žánrově v této sbírce převažují verbunky z pozdějšího období. Káldy ji dále považuje za průkopnici a jednu ze zakladatelek tvorby kompozic zvané halgató. V tomto žánru vynikla její skladba Pomalé uherské. Složila také píseň Vlašťovičko leť.
Svá největší díla zachytila v souboru s názvem Uherská sbírka v roce 1730. Obsahuje 64 písní a tanců v maďarštině, 15 písní ve slovenštině, 12 tzv. suitských tanců a 6 maďarských kuruckých skladeb.
Jméno Panny Cinkové můžeme najít i v zahraničních hudebních encyklopediích. Slovenský literát Ján Botto na ni zavzpomínal v pověsti Báj Maginhradu. Také vícero maďarských básníků a skladatelů, jako například Mór Jókai, Zoltán Kodály, a Endre Dózsa ji zobrazili ve svých dílech.
Víceré hudební kodexy uvádějí některé další hudební nástroje, na které hrála. Kromě tradičních nástrojů lze uvést citeru, píšťalu, fleuru, kolovrátek, dudy, fajfarku, zvonce či mulitánku.
Zemřela 5. února 1772 ve věku 61 let. Po její smrti její ctitelé, básníci Gerhard a Gvadányi oslavovali její lidské a hudební kvality. Mnohými básníky byla posmrtně označován za romskou Sapfó.